# Kabinett Ōhira II
| Amt | Name                                                                         | Partei  | Faktion       |
| --- | ---------------------------------------------------------------------------- | ------- | ------------- |
| Premierminister | Ōhira Masayoshi                                                              | LDP     | (Ōhira)       |
| Justizminister | Kuraishi Tadao                                                               | LDP     | Fukuda        |
| Außenminister | Ōkita Saburō                                                                 | —       | —             |
| Finanzminister | Takeshita Noboru                                                             | LDP     | Tanaka        |
| Bildungsminister | Ōhira Masayoshi bis 20. November 1979 Tanigaki Sen’ichi ab 20. November 1979 | LDP LDP | (Ōhira) Ōhira |
| Gesundheits- und Sozialminister                                                                                                  | Noro Kyōichi                                                                 | LDP     | Miki          |
| Minister für Landwirtschaft, Forsten und Fischerei                                                                               | Mutō Kabun                                                                   | LDP     | Nakasone      |
| Minister für Internationalen Handel und Industrie                                                                                | Sasaki Yoshitake                                                             | LDP     | Ōhira         |
| Verkehrsminister | Chizaki Usaburō                                                              | LDP     | —             |
| Postminister | Ōnishi Masao                                                                 | LDP     | Miki          |
| Arbeitsminister | Takao Fujinami                                                               | LDP     | Nakasone      |
| Bauminister | Watanabe Eiichi                                                              | LDP     | Funada        |
| Innenminister Vorsitzender der Nationalen Kommission für Öffentliche Sicherheit Leiter der Behörde für die Entwicklung Hokkaidōs | Gotōda Masaharu                                                              | LDP     | Tanaka        |
| Chefkabinettssekretär ab dem 12. Juni 1980 in Vertretung des Premierministers                                                    | Itō Masayoshi                                                                | LDP     | Ōhira         |
| Leiter des Amts des Premierministers Leiter der Behörde für die Entwicklung Okinawas                                             | Obuchi Keizō                                                                 | LDP     | Tanaka        |
| Leiter der Behörde für Verwaltungsaufsicht                                                                                       | Uno Sōsuke                                                                   | LDP     | Nakasone      |
| Leiter der Verteidigungsbehörde                                                                                                  | Kubota Enji bis 4. Februar 1980 Hosoda Kichizō ab 4. Februar 1980            | LDP LDP | Fukuda Fukuda |
| Leiter des Wirtschaftsplanungsamts                                                                                               | Shōji Keijirō                                                                | LDP     | Fukuda        |
| Leiter der Behörde für Wissenschaft und Technologie                                                                              | Osada Yūji                                                                   | LDP     | Tanaka        |
| Leiter der Umweltbehörde | Tsuchiya Yoshihiko                                                           | LDP     | Fukuda        |
| Leiter der Behörde für Staatsland                                                                                                | Sonoda Kiyomitsu                                                             | LDP     | Ōhira         |

Anmerkung: Der Parteivorsitzende und Premierminister gehört während seiner Amtszeit offiziell keiner Faktion an.